# 虞初新志
《虞初新志》，清初短篇文言小说集，張潮編輯，系摹仿《虞初志》而成，收集明末清初諸家的文集，共20卷。
虞初是汉武帝时一位方士，后人稱為“小说家”的始祖。《虞初新志》收集有魏禧的《姜贞毅先生传》、陳鼎的《烈狐傳》、徐喈鳳的《會仙記》、王思任的《徐霞客传》、吴伟业的《柳敬亭传》、侯方域的《郭老仆墓志铭》、王士禛的《剑侠传》、彭士望的《九牛坝观觝戏记》等作品，大抵皆真人真事。清康熙年間有刻本。鄭澍若有《虞初續志》12卷。